# 75. вечити дерби у фудбалу
75. вечити дерби у фудбалу је фудбалска утакмица одиграна у Београду 11. новембра 1984. године, између Црвене звезде и Партизана. Утакмица се завршила резултатом 2 : 1 (1 : 0) за Партизан.